# 矢崎千代二
矢崎 千代二（やざき ちよじ、1872年3月20日（明治5年2月12日） - 1947年（昭和22年）12月28日又は12月29日）は、日本の洋画家。

## 経歴
- 1872年（明治5年）神奈川県横須賀市に生まれる。
- 1887年（明治20年）大野幸彦の下で洋画を学ぶ。
- 1897年（明治30年）東京美術学校西洋画科選科に入学し、黒田清輝に師事する。1900年（明治33年）7月に卒業。同年白馬会に入会。白馬会展に作品を出展する。
- 1903年（明治36年）第五回内国勧業博覧会に出展した「鸚鵡」が三等賞。
- 1907年（明治40年）ヨーロッパ等を巡歴し、1909年（明治42年）帰国。同年個展を開く。同年第3回文展に出展した「夕凉」が褒状。
- 1910年（明治43年）第4回文展に出展した「奈良」と1913年（大正2年）第7回文展に出展した「草刈」が共に3等賞。
- 1916年（大正5年）再びヨーロッパに渡り、サロン・ドートンヌ等に出展した。
- 1927年（昭和2年）日本パステル画会を創設
- 1947年（昭和22年）北京市立第三病院にて死去。享年75。

## 作品
- 教鵡（きょうむ、1900年、東京芸術大学）
- 残照、インド・ダージリン（1920年頃、個人）
- 南洋の夕雲（1922年、横須賀美術館）
- ヴェニス（1923年、横須賀美術館）
- ブエノスアイレス議事堂前（1931年、横須賀美術館）
- バタビア（1934年、横須賀美術館）

## 著作
- 絵の旅から（1926年、朝日新聞社）
- パステル画の描き方（1929年、文房堂）
- 南米作品解説:南米絵行脚（1932年、実業之日本社）
- 南米絵の旅（1933年、実業之日本社）